# 西王母
西王母（せいおうぼ、さいおうぼ）は、中国で古くから信仰された女仙、女神。姓は緱（あるいは楊）、名は回、字は婉姈、一字は太虚。
九霊太妙亀山金母、太霊九光亀台金母、太虚九光亀台金母元君、白玉亀台九霊太真元君、白玉亀台九鳳太真西王母、上聖白玉亀台九霊太真西王母、紫微元霊白玉亀台九霊太真元君、西華至極瑶池金母皇君、西霊金母梵気祖母元君、西漢金真万気祖母元君、太華西真万気祖母元君、太華西真白玉亀台梵気祖母元君、九霊太妙白玉亀台玉光金真梵気祖母元君、九霊太妙白玉亀台夜光金真万気祖母元君、太妙天紫府化気西華金母元君、西華清霊金母宏慈太妙無上元君、九天掌法白玉亀台夜光金真祖母慈后治世元君、掌法聖后白玉亀台金母元君、西霊金真祖母太妙元君、西池金母宏慈太妙元君、九光玄女紫微元霊金母尊神、白玉亀台九霊太妙青金丹皇夫人金母尊神、西元亀山九霊真仙母青金丹皇后、九光青金西漢夫人太真金母元君、無極瑶池大聖西王金母大天尊、西元九霊上真仙母、金母元君、西霊王母や西華金母、西瑶仙姥や西瑶聖母、西老などともいう。大抵は俗称の王母娘娘と呼ばれる。
「王母」は祖母や女王のような聖母といった意味合いであり、「西王母」とは西方にある崑崙山上の天界を統べる母なる女王の尊称である。天界にある瑶池と蟠桃園の女主人でもあり、すべての女仙を支配する最上位の女神。東王父に対応する。

## 概要

### 最初の形象

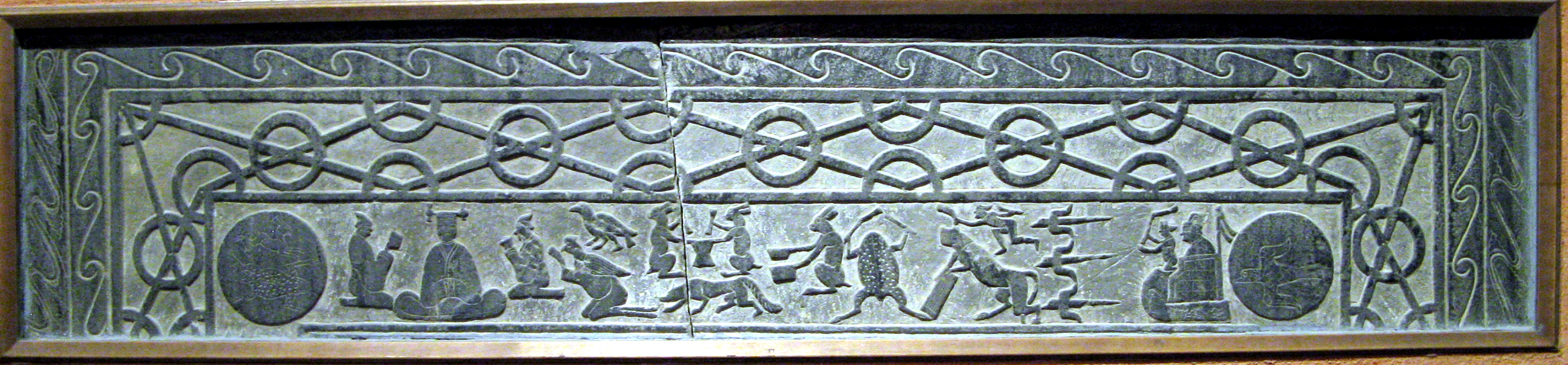
左から2番めの人物が西王母。頭上に勝を戴いているのがわかる。

歴史家の陳夢家によれば、殷墟から発掘された甲骨文字の卜辞に「西母」という神が見られ、それが西王母の前身であるという（対となる「東母」もあり、方角神であったともいう。）。ただし、これと西王母との継承関係は必ずしも明確でないとされる。
東周時代に書かれたとされる『山海経』の大荒西経によると、西王母は「西王母の山」または「玉山」と呼ばれる山を擁する崑崙の丘に住んでおり、西山経には
「人のすがたで豹の尾、虎の玉姿（下半身が虎体）、よく唸る。蓬髻長髪に玉勝（宝玉の頭飾）を戴く。彼女は天の厲と五残（疫病と五種類の刑罰）を司る。」
という半人半神の姿で描写されている。また、海内北経には
「西王母は几（机）によりかかり、勝を戴き、杖をつく」
とあり、基本的には人間に近い存在として描写されている。
また、三羽の鳥が西王母のために食事を運んでくるともいい（『海内北経』）、これらの鳥の名は大鶩、小鶩、青鳥であるという（『大荒西経』）。

### 人間への遷移
春秋時代に形成され、戦国時代に流布された『穆天子伝』によれば、周の穆王が西に巡符して「西王母の邦」で最高の礼を尽くして彼女に会い、3年間逗留して帰国したという。この物語での西王母は完全に人間の姿で描かれている。なお、西王母の邦は洛陽から西に1000キロメートルの位置にあったという。

### 女仙への遷移

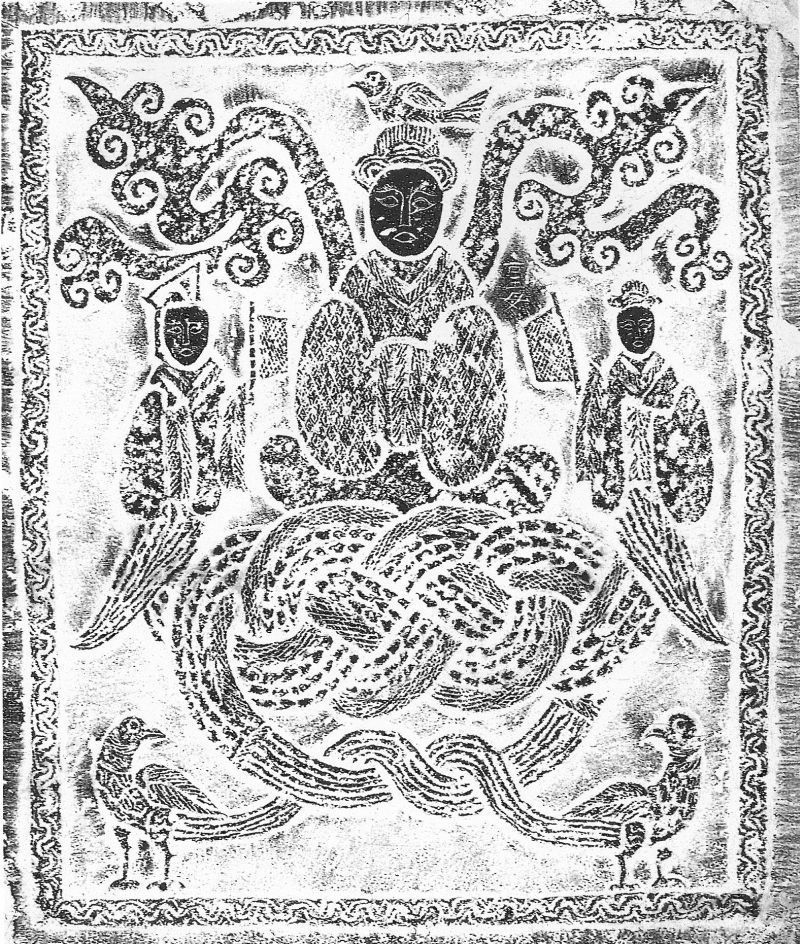
西王母像（漢代の拓本）

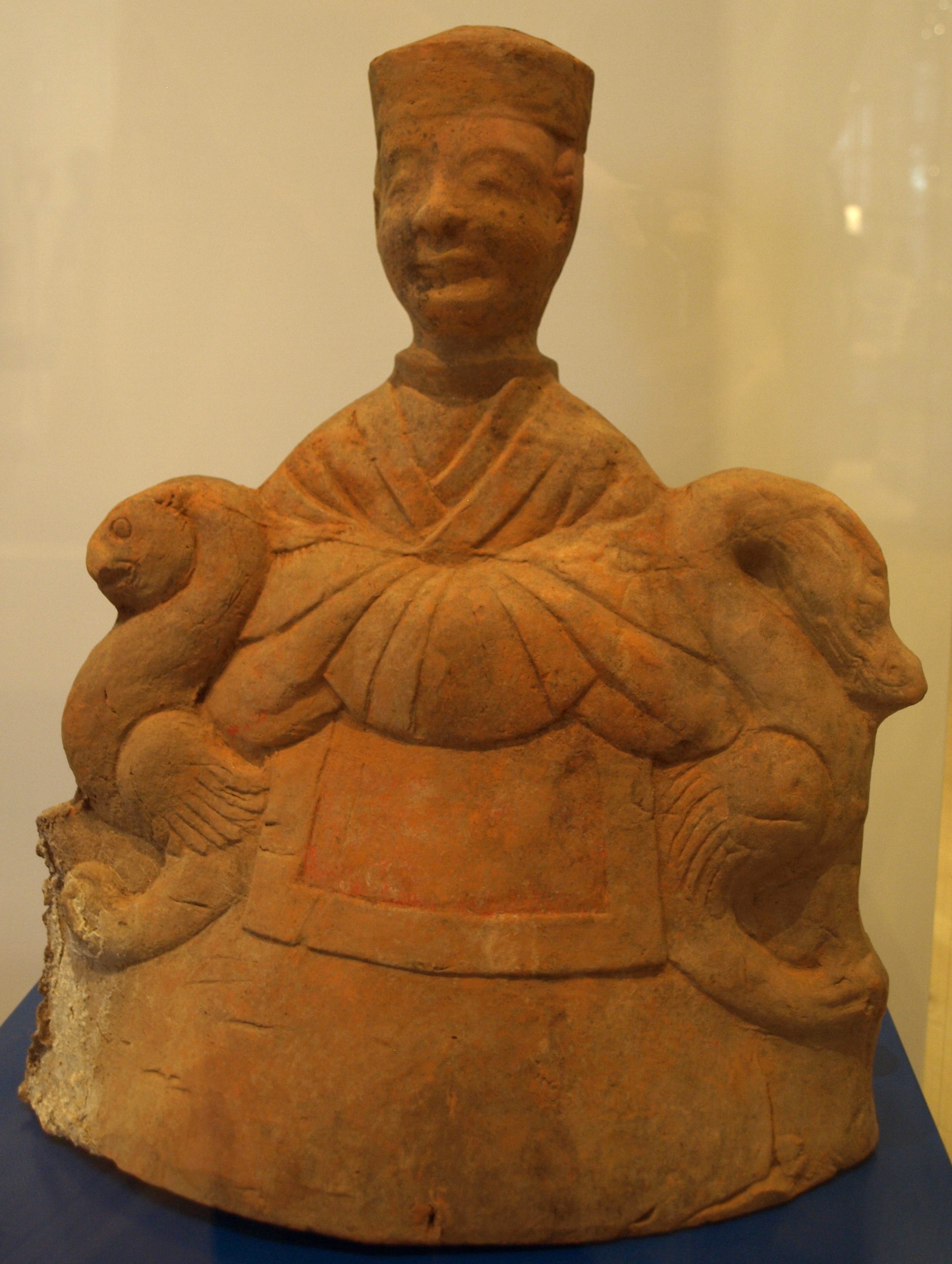
西王母像（漢代の素焼き像）

漢代になると西王母は神仙思想と結びついて変容していった。両性具有から男性的な要素が対となる男神の東王父として分離し、ともに不老不死の支配者という性格が与えられていった。三青鳥をはじめ、九尾の狐、玉兎、蟾蜍（ヒキガエル）などとともに当時のレリーフに彫られている。
『荘子』によれば、西王母を得道の真人としているし、『淮南子』では、西王母が持していた不死の薬を、姮娥（恒娥）が盗んで月へと逃げたと記している。
人間の非業の永生を司る女神であった西王母であったが、「死と生命を司る存在を崇め祭れば、非業の死を免れられる」という、恐れから発生する信仰によって、徐々に「不老不死の力を与える神女」というイメージに変化していった。
東王父と西王母は、元始天王と太元玉女（太元聖母とも呼ばれている）との間に生まれた双生の神であり、陽の気と陰の気の神格化と考えられる。
班固の『漢武内伝』によれば、前漢の武帝が長生を願っていた際、西王母は墉宮玉女たち（西王母の侍女）とともに天上から降り、三千年に一度咲くという仙桃七顆を与えたという。『漢武内伝』に登場する西王母の侍女の名前は、王子登、董双成、石公子、許飛瓊、阮凌華、范成君、段安香、安法嬰、郭密香、田四飛、李慶孫、宋霊賓である。漢末の建平4年（紀元前3年）、華北地方一帯に西王母のお告げを記したお札が拡散し、騒擾をもたらしたという記述が、『漢書』の「哀帝紀」や「五行志」に見える。
陶弘景の『洞玄霊宝真霊位業図』では、元始天王は「西王母の師」と言及される。道教の上清経派が西王母信仰を吸収し、元始天王の弟子に列している。
張君房の『雲笈七籤』によれば、西王母は配下である戦の女神・九天玄女を派遣し、黄帝が蚩尤に勝つための兵法と神符を授けたとされる。
丹波康頼の『医心方』では、『玉房秘訣』によれば、西王母は陰を養って得道した者で、彼女には夫がなく、童男（男の子）と性交するのが好きだったが、西王母と関係を持った人間の男はすぐ病にかかったという。

### 道教における天の女帝
西王母はかつての「人頭獣身の女神」から「天界の美しき最高仙女」へと完全に変化し、不老不死の仙桃（蟠桃）を管理する、艶やかにして麗しい天の女主人として、絶大な信仰を集めるにいたった。王母へ生贄を運ぶ役目だった青鳥も、「西王母が宴を開くときに出す使い鳥」という役どころに姿を変え、やがては「青鳥」といえば「知らせ、手紙」という意味に用いられるほどになったのである。中国民間では旧暦三月三日の「桃の節句」が西王母の誕辰で、この日には神々が彼女の瑶池に集まって蟠桃会を行なうと伝えている。
『封神演義』では「瑶池金母」という名前で登場し、昊天上帝の妻であり、竜吉公主はその娘ということになっている。『西遊記』では無数の珍しい宝物を持つ天界一の貴婦人である。現在の伝説では玉皇大帝の妻として傍らに座しているとされ、七人の娘（七仙女）がいるとされる。道教の文献に記載された西王母の娘の名前は、四番目の娘・南極王夫人（林）、十三番目の娘・右英王夫人（媚蘭）、二十番目の娘・紫微王夫人（清娥）、二十三番目の娘・雲華夫人（瑤姫）、そして末娘の太真王夫人（婉羅あるいは玉巵）である。『東遊記』には華林、媚嫻、青娥、瑤姫、王扈という五人の名前が出ている。
また、西王母は民間伝説の「牛郎織女」や「董永と七仙女」にも登場する。

## ギャラリー

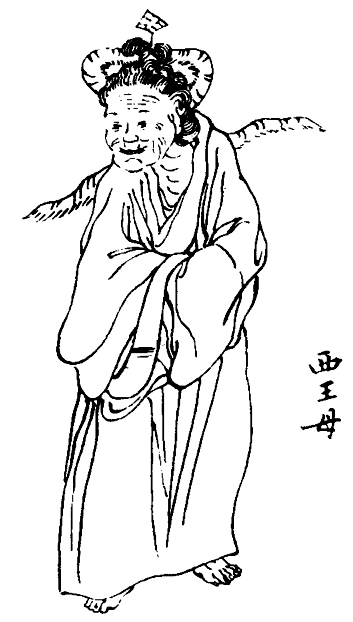
『山海経』の西王母の挿絵（清代）
『古今図書集成』の西王母の挿絵（清代）
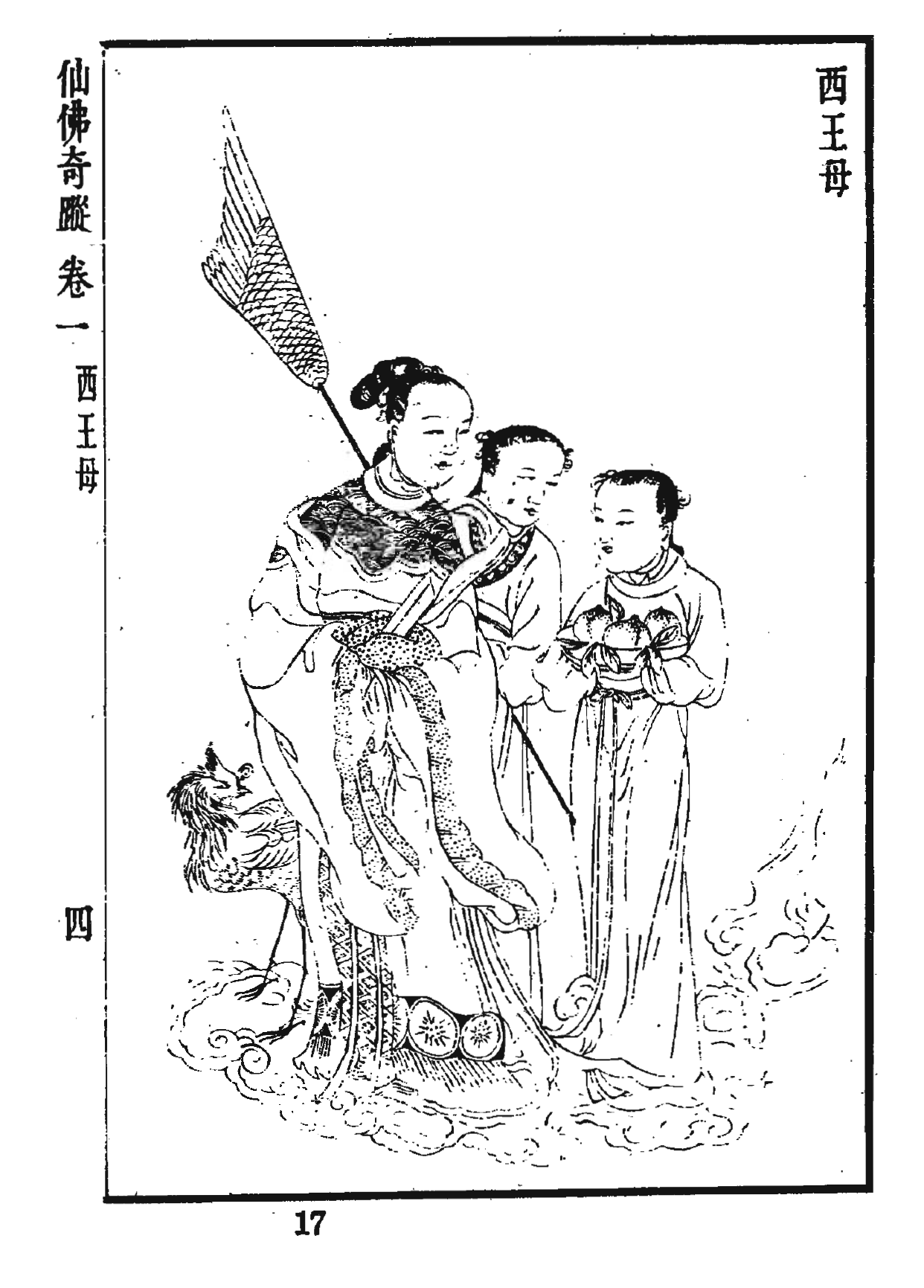
『仙仏奇踪』の西王母の挿絵（明代）
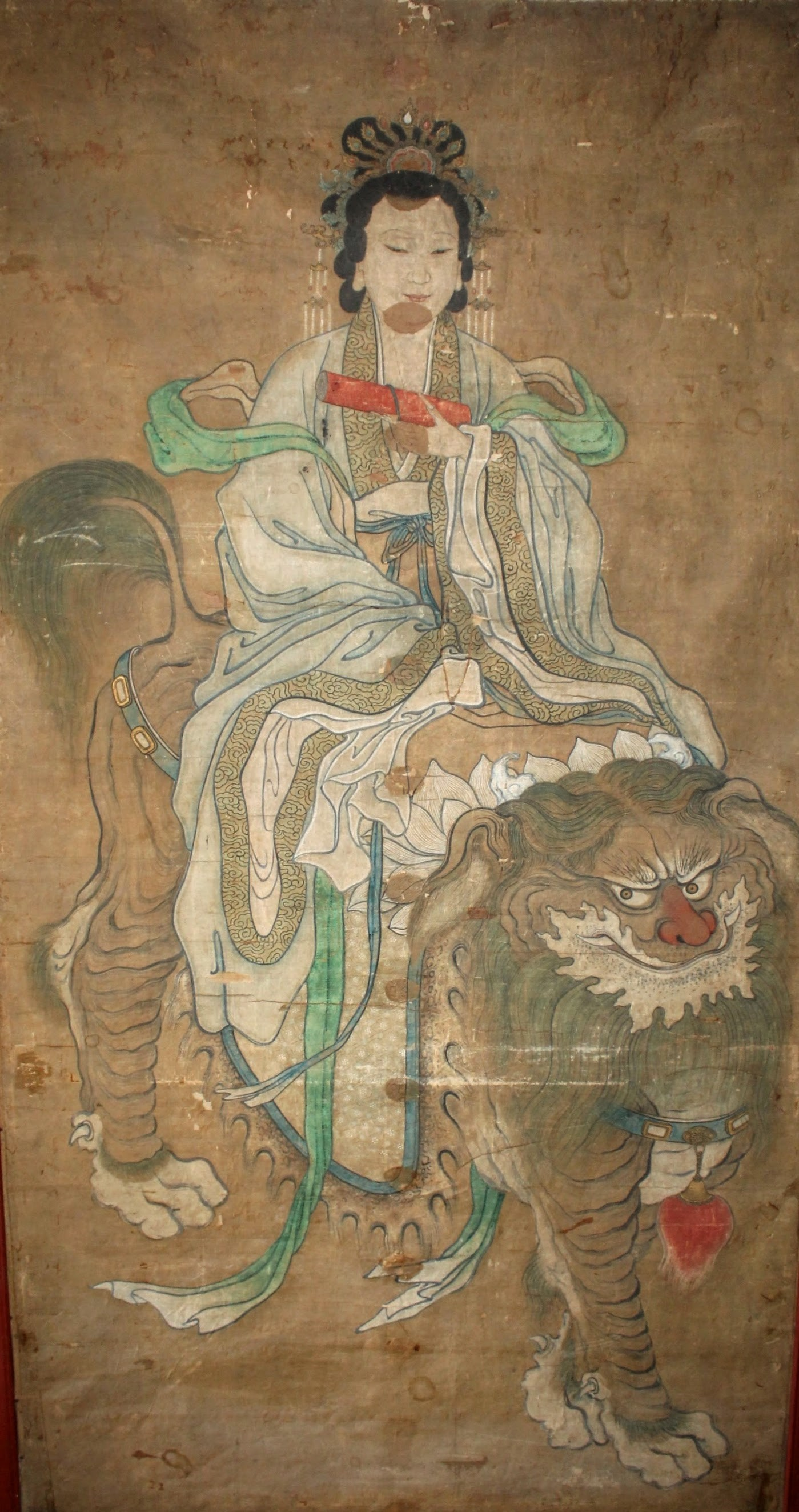
虎もしくはライオンに乗った西王母の画像（明代）
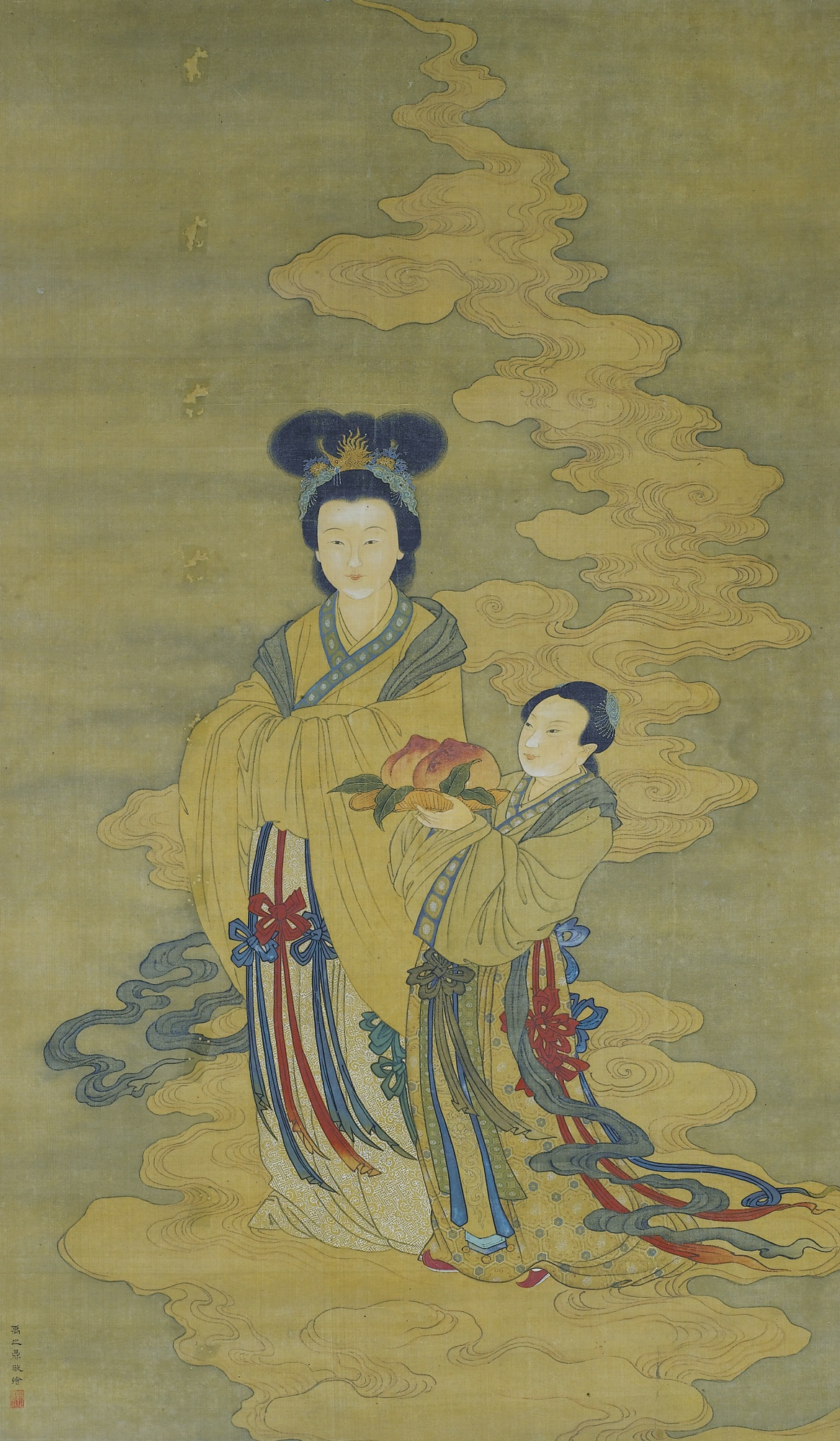
禹之鼎による西王母の画像（清代）
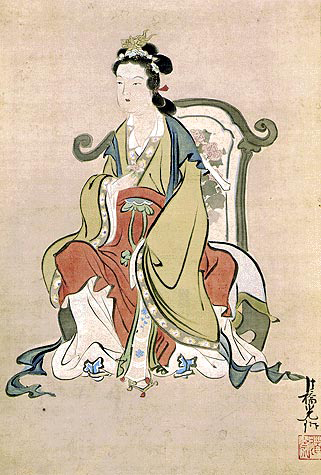
尾形光琳『西王母』（1705年頃、キンベル美術館所蔵）
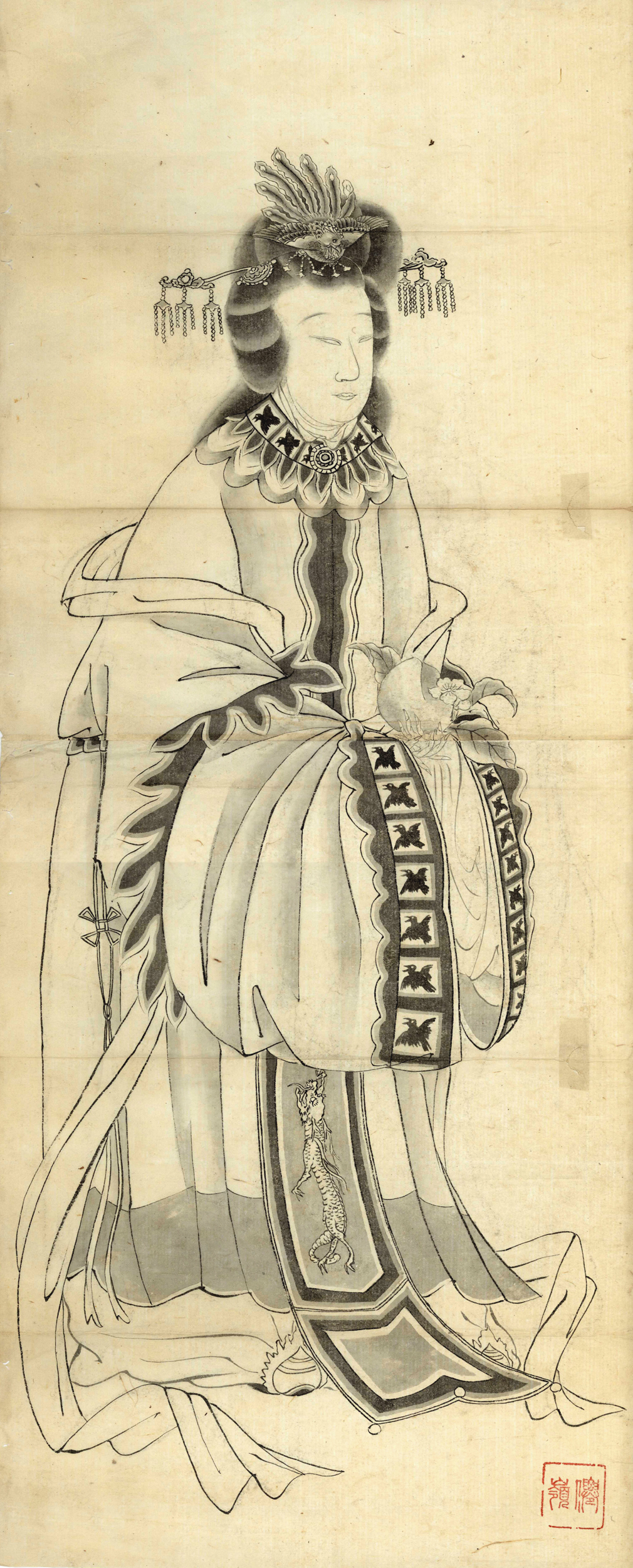
円山応挙（仙嶺）筆『西王母図』（1765年頃）
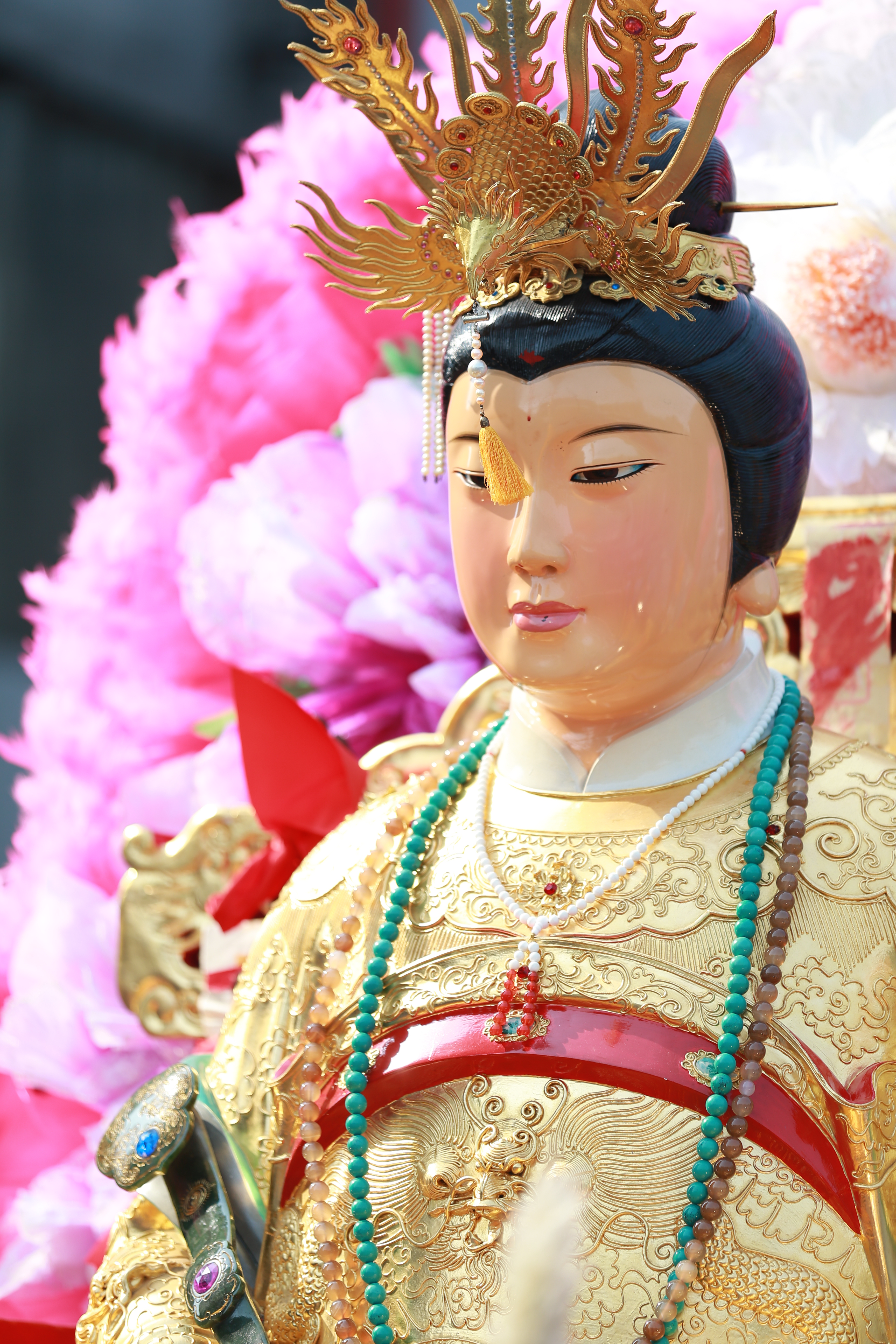
松山慈恵堂にある西王母の像（台北市松山区）
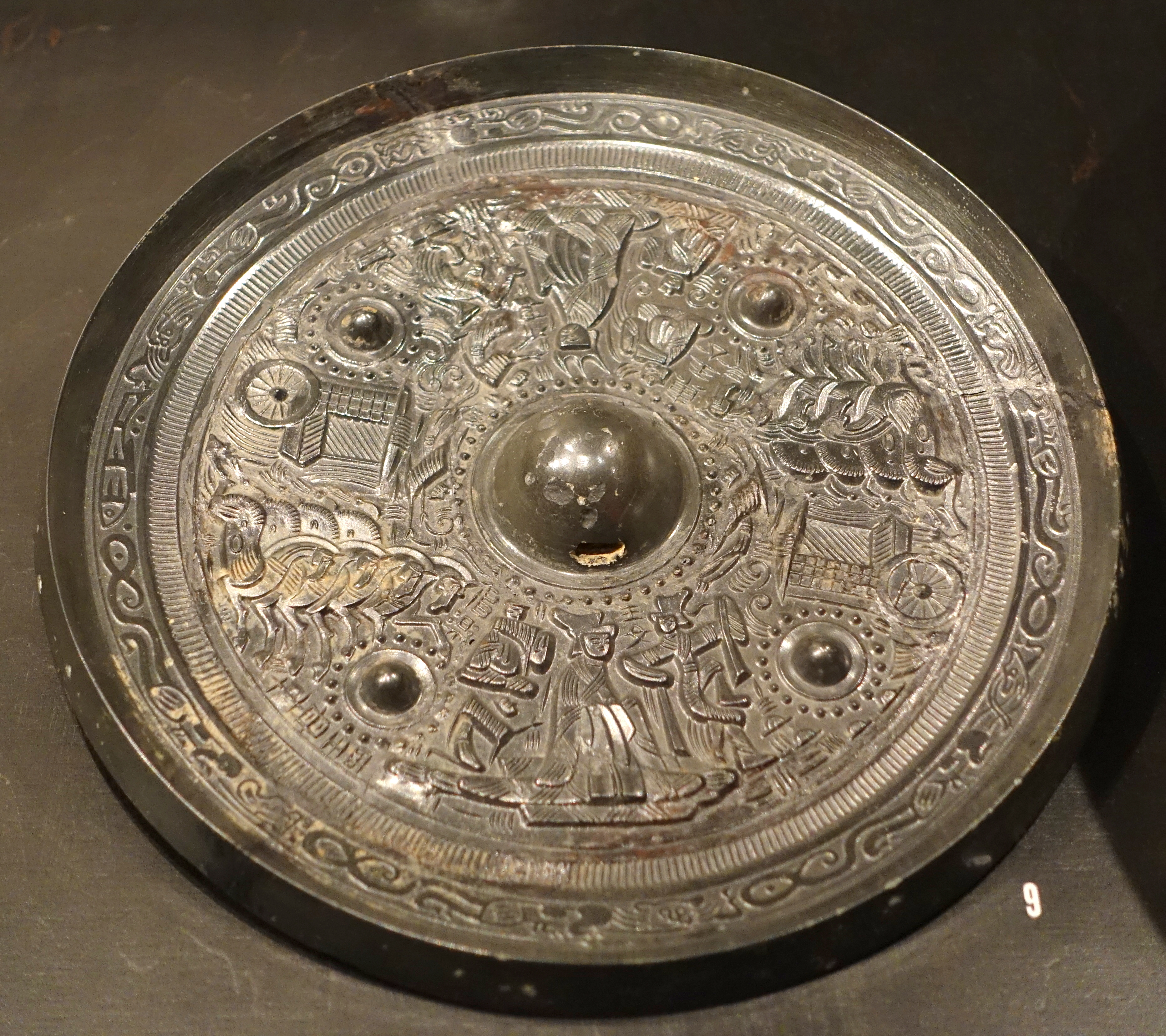
東王公と西王母を描いた神獣鏡（漢代、ストックホルム東洋博物館（英語版）所蔵）
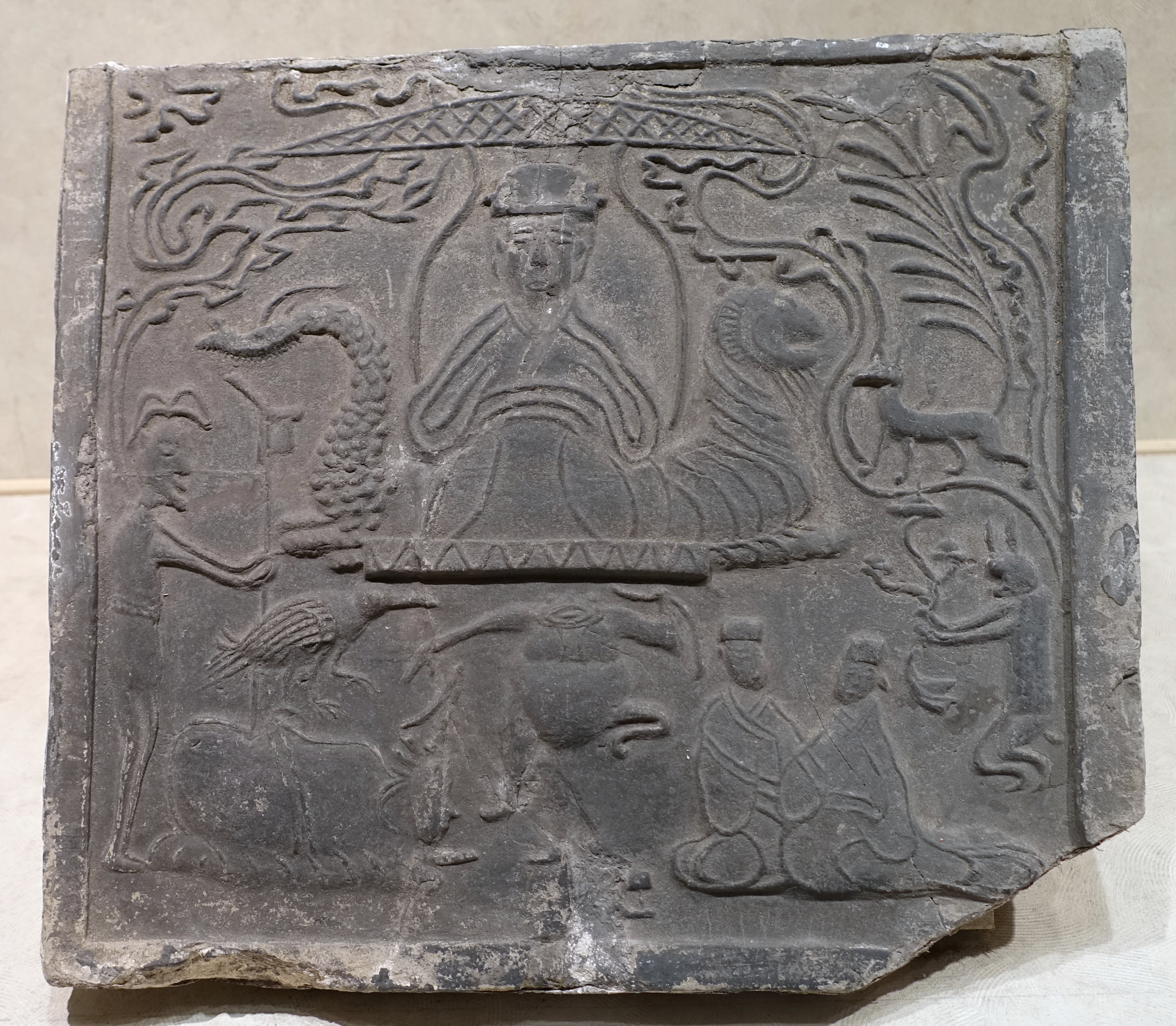
龍虎座という座席に座っている西王母のレリーフ（東漢、四川博物院（中国語版）所蔵）
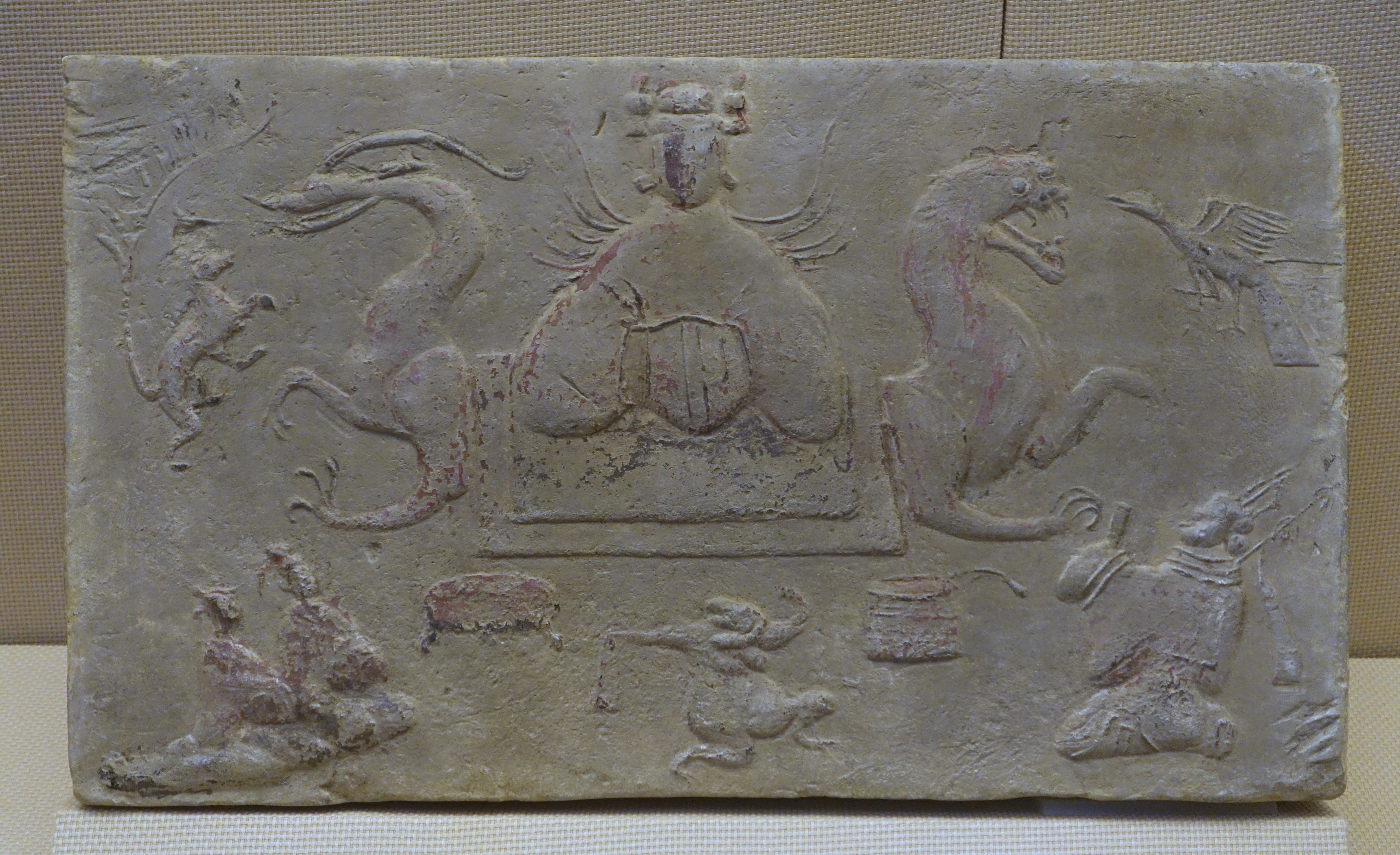
龍虎座という座席に座っている西王母のレリーフ（東漢、四川博物院所蔵）